# كرسول قصير القلم
كرسول قصير القلم (الاسم العلمي:Crassula brevistyla) هو نوع نباتي يتبع جنس الكرسول من فصيلة الكرسولية.